# Джемеві
Джемеві або текке (cemevi, що означає буквально «будинок збору» в турецькій). Це місце має основоположне значення для турецьких алевітів - бекташів тарикатів. Деякі алевітські організації описують джемеві як місця поклоніння і просять визнати це офіційно. Однак Управління у справах релігій Туреччини не визнає джемеві мусульманськими місцями для молитов, лише сунітські та джаафарі-шиїтські мечеті.  Велика частина бекташів проживає у Албанії, тому там є багато текке (джемеві).

## Опис

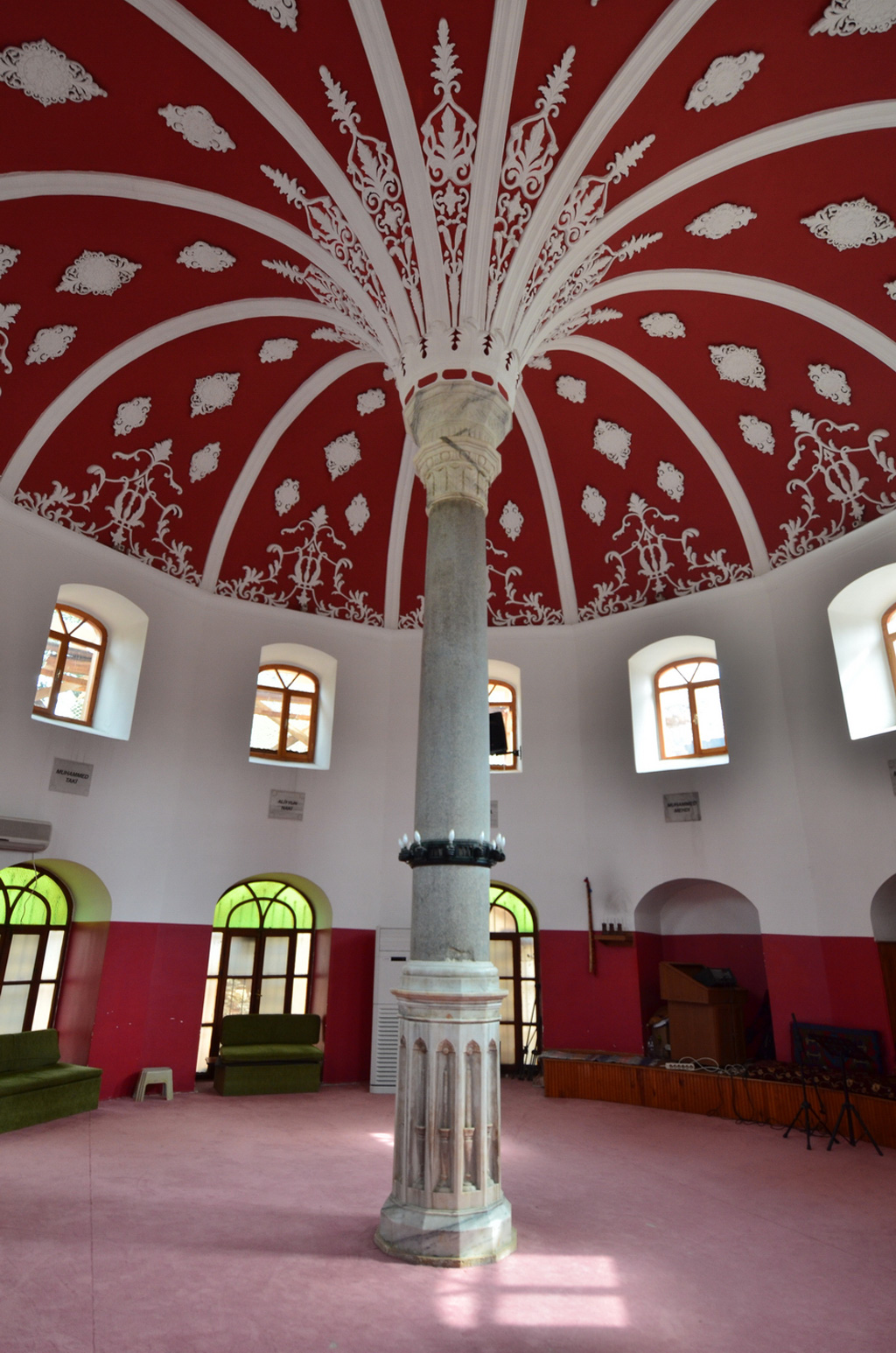
Інтер'єр історичної джемеві в Кадикей, Стамбул.

Це в першу чергу вважається місцем зібрання (джем, з арабського الجمع, al-jam). Історично склалося, що джеми зазвичай проводили на відкритому повітрі, використовуючи свічки та смолоскипи, щоб освітлити місце збору, коли стемніло. Часто люди з сусідніх місць приїжджали до джему, щоб колективно поїсти. Учасники часто брали з собою їжу, яку потім роздавали під час трапези. У наш час деякі з цих звичаїв все ще збереглися. Чоловіки та жінки проводять спільні заходи та обряди.
Джемеві за їхніми нинішніми характеристиками та обрядами багато в чому пов’язана з традицією бекташі в межах різних історичних течій турецької алевійської культури. Урбанізація багатьох алевітів також внесла зміни у концепцію джему. Сьогодні у більших містах Туреччини джемеві - це багатофункціональні будівлі, де проводяться різноманітні культурні заходи. У Туреччині джемеві проблематично побудувати через жорстке втручання держави у релігійні справи та випадки дискримінації алевітів, що призводить до того, що заснування кожної джемеві, що набуває політичних вимірів та вимагає лобіювання справи.
Переважна більшість алевітів вважають себе мусульманами. Існують певні розбіжності щодо того, чи слід вважати алевізм взагалі релігійною традицією, деякі алевіти можуть описати його як субетнічну солідарність та / або культурну традицію. Для тих, хто визнає її релігійною, вони вважають її формою ісламу (часто галуззю шиїзму), тоді як дехто стверджує, що це незалежна, неісламська релігія (радикальна позиція, яку займає порівняно небагато прихильників). Відносини з сунітською більшістю Туреччини складні, хоча певний діалог є. Окрім історичних чи богословських скарг, проблеми часто зосереджуються на спалахах антиалевійського насильства, скаргах на систематичну дискримінацію та офіційному невизнанні ідентичності алевітів. Останнє призвело до спроб асимілювати алевітів у іслам, в якому переважають суніти, наприклад, шляхом будівництва мечетей, що фінансуються державою, або обов’язкової релігійної освіти, яка виключає або маргіналізує практики та вчення алевіїв.